# Tarczowcowate
Tarczowcowate, jaszczurki tarczowate (Gerrhosauridae) – rodzina jaszczurek z nadrodziny Scincomorpha w rzędzie łuskonośnych (Squamata). Obejmuje prawie 40 gatunków zgrupowanych w dwóch podrodzinach i 7 rodzajach. Dawniej często zaliczana jako podrodzina Gerrhosaurinae do szyszkowcowatych (Cordylidae).

## Zasięg występowania
Afryka Subsaharyjska wraz z Madagaskarem.

## Charakterystyka
Długość bez ogona od 5–7 cm u Cordylosaurus i Tetradactylus do 30 cm (Matobosaurus validus), maksymalna długość całkowita do 70 cm. Charakterystyczną cechą tej rodziny jest występowanie na głowie dużej rogowej tarczki zrośniętej z czaszką. Ubarwione na ogół kolorowo. Ogon długi podlegający autotomii. Język pokryty łuskowatymi brodawkami. Na ciele wzdłużne boczne fałdy skórne od karku do nasady tylnych kończyn. Łuski grube bez kolców ułożone w regularne poprzeczne pierścienie podobnie jak jaszczurki pierścieniowate, tworzą rodzaj sztywnego pancerza. Niektóre gatunki mają zredukowaną liczbę palców. Jeden gatunek nie ma w ogóle przednich kończyn.

## Ekologia
Zamieszkują sawanny, tereny krzewiaste, obrzeża wilgotnych lasów tropikalnych. Są owadożerne, nieliczne gatunki są wszystkożerne. Prowadzą naziemny tryb życia, niektóre wygrzebują sobie w ziemi kryjówki. Są jajorodne, w złożeniu 2–6 jaj.

## Systematyka
Do rodziny należą następujące podrodziny: 
- Gerrhosaurinae Fitzinger, 1843
- Zonosaurinae Lang, 1991